# دانشگاه دولتی خرسون
دانشگاه دولتی خرسون (به لاتین: Kherson State University) یک دانشگاه در اوکراین است که در خرسون واقع شده‌است.